# Liverpool F.C. ở các giải đấu châu Âu
Câu lạc bộ bóng đá Liverpool là câu lạc bộ bóng đá chuyên nghiệp của Anh. Kể từ năm 1964, họ đã 12 lần vô địch các cúp châu Âu, gồm 6 Cúp C1, 3 Cúp UEFA (Cúp C3) và 4 Siêu cúp châu Âu.
Thành tích tại các giải đấu tại quốc gia sẽ xác định xem một đội bóng có quyền tham dự giải châu Âu hay không. Liverpool đã đủ điều kiện tham dự các giải đấu này liên tục trong 21 mùa giải cho tới trận chung kết Cúp C1 năm 1985, thảm họa Helsey xảy ra khiến câu lạc bộ bị cấm tham dự trong vòng 6 mùa. Khi lệnh cấm hết hiệu lực vào năm 1991, họ tiếp tục tham dự Cúp C1 8 lần và Cúp UEFA 7 lần.
Sau trận chung kết Cúp C1 2005, Liverpool được phép giữ vĩnh viễn chiếc cúp này vì đã vô địch đến 5 lần. Chỉ có hai đội Real Madrid (14 lần) và Milan (7 lần) là vô địch nhiều lần hơn. Họ giành được tổng cộng 3 Cúp UEFA sau các trận chung kết với hai đội Internazionale và Juventus. Họ cũng giành được 3 Siêu cúp châu Âu, chỉ đứng sau A.C. Milan (5 lần), Barcelona (5 lần) và Real Madrid (5 lần).
Bob Paisley của Liverpool là huấn luyện viên thành công nhất châu Âu khi 5 lần đưa đội bóng này đến các chức vô địch, Liverpool giữ kỷ lục có trận thắng đậm nhất với chiến thắng 11-0 trước Strømsgodset ở Cúp C2 mùa giải 1974–75. Về đóng góp cho đội bóng, cầu thủ Jamie Carragher thi đấu nhiều trận nhất với 139 lần và Steven Gerrard ghi nhiều bàn nhất với 38 bàn.

## Bối cảnh
Được tổ chức lần đầu vào năm 1955, Cúp C1 (lúc đó là European Cup) là giải đấu đầu tiên do UEFA tổ chức, bắt nguồn từ ý tưởng của biên tập viên báo L'Équipe là Gabriel Hanot, giải đấu này dành cho các đội bóng vô địch quốc gia và được xem là giải danh giá nhất của châu Âu. Khi European Cup được tổ chức lần đầu vào mùa giải 1953-54, Liverpool nhận kết quả xuống hạng ở mùa trước đó nên phải chơi ở Giải Hạng nhì (nay là Giải Hạng nhất), do vậy không đủ điều kiện tham dự. Cũng trong giai đoạn Liverpool chơi ở Giải Hạng nhì, thêm 2 giải đấu châu Âu khác được thành lập: Cúp C3 (lúc đó là Inter-Cities Fairs Cup) và Cúp C2 (lúc đó là UEFA Cup Winners' Cup). Được thành lập vào năm 1955, Inter-Cities Fairs Cup sau được đổi tên thành UEFA Cup khi nó được đặt dưới sự bảo trợ của UEFA vào năm 1971. Kể từ mùa 2009-10, nó được biết đến với cái tên UEFA Europa League. UEFA Cup Winners' Cup được thành lập vào năm 1960, dành cho các đội bóng vô địch các giải cúp trong nước.
Năm 1962, Liverpool được thăng lên Giải Hạng nhất, 2 năm sau, họ vô địch giải này và có được suất dự cúp châu Âu lần đầu tiên trong lịch sử. Những năm sau đó, thêm một vài giải châu Âu khác được thành lập như Siêu cúp châu Âu vào năm 1973, là giải chỉ gồm 1 trận giữa đội vô địch Cúp C1 và Cúp C2. Nó được thay đổi thể lệ vào năm 2000, trở thành danh hiệu cạnh tranh giữa đội vô địch Cúp C1 và C3, dẫn đến sự sáp nhập của C2 sau này. Intercontinental Cup được thành lập vào năm 1960 cũng chỉ gồm 1 trận giữa đội vô địch C1 và Copa Libertadores (Cúp C1 Nam Mỹ). Giải được phối hợp tổ chức bởi UEFA và CONMEBOL. Năm 2004, nó bị một giải khác có tầm lớn hơn thay thế, quy tụ 6 đội vô địch của 6 khu vực trên thế giới là FIFA Club World Cup.
Mùa giải UEFA Champions League 2018-19, Liverpool giành chức vô địch lần thứ 6 trong lịch sử một cách đầy thuyết phục.

## Lịch sử

### Những mùa đầu tiên tại đấu trường châu Âu

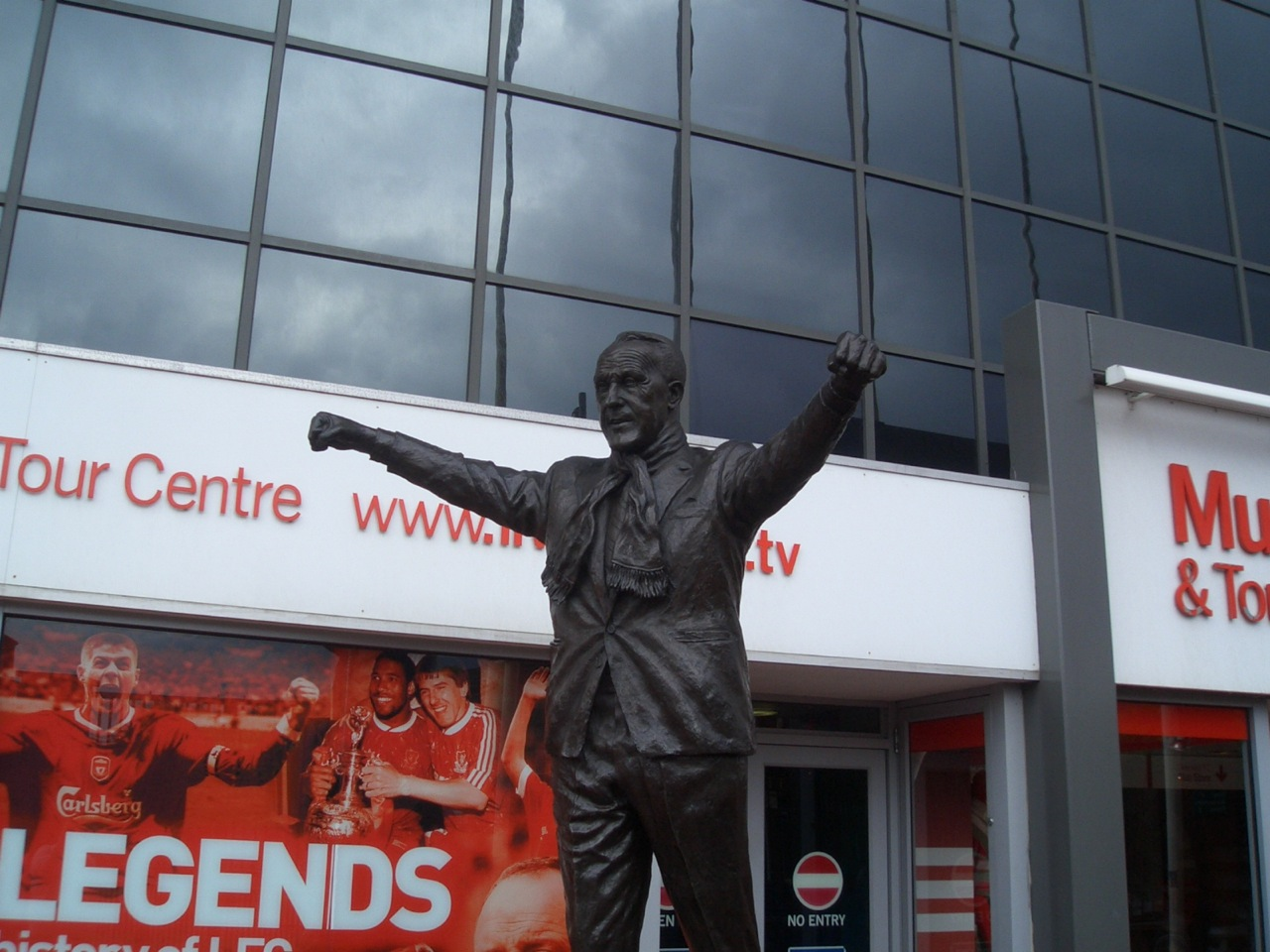
Tượng Bill Shankly bên ngoài Anfield. Shankly là HLV đầu tiên giúp Liverpool đoạt cúp châu Âu

Bill Shankly nhậm chức vào năm 1959, dưới sự huấn luyện của ông, đội bóng có suất dự cúp châu Âu lần đầu tiên vào mùa giải 1964-65, nhờ vô địch Giải Hạng nhất mùa trước. Đối thủ đầu tiên của họ là KR Reykjavík của Iceland, một đội yếu mà họ đã gặp ở vòng sơ loại. Liverpool chiến thắng 11-1 chung cuộc. Tới vòng tiếp theo, họ đấu với đội Anderlecht của Bỉ, đây là lần đầu tiên đội bóng mặc bộ trang phục toàn màu đỏ. Quyết định thay đổi từ trang phục áo đỏ, quần và tất trắng được đưa ra bởi Bill Shankly, ông muốn nó gây tác động đến tâm lý của đối phương. Họ đánh bại Anderlecht và tiến đến vòng bán kết, nơi họ gặp đội bóng nước Ý Inter Milan. Trước khi trận đấu bắt đầu, Shankly bảo hai cầu thủ bị thương phô trương chiếc cúp FA mà họ vừa giành được tuần trước đó với mục đích đe dọa người Ý. Câu lạc bộ thắng trận 3-1. Nhưng tới trận lượt về, họ bị đối phương thắng lại 3-0, chung cuộc Inter thắng 4-3. Trận lượt về này gây ra tranh cãi, Shankly miêu tả nó giống như "một trận chiến". Ông cảm thấy trọng tài Jose Maria Ortiz de Mendibel có phần thiên vị đối phương, các cầu thủ cũng vậy, họ không hài lòng với quyết định của ông này. Chức vô địch cúp FA mùa giải 1964-65 đảm bảo cho họ một suất dự Cúp C2 mùa sau đó, và trong cuộc cạnh tranh này, họ tiến vào trận chung kết cúp châu Âu lần đầu tiên trong lịch sử. Borussia Dortmund - đối thủ của họ đã sử dụng chiến thuật phản kích trong cả hai lượt trận, rốt cuộc đội bóng Tây Đức thắng chung cuộc 1-0 sau hiệp phụ.
Trong 4 mùa giải tiếp theo, họ được góp mặt ở C1 và C3, nhưng không lần nào vượt qua được vòng 3 của các giải đấu này. Hai lượt trận đấu với đội bóng Ajax của Hà Lan trong mùa C1 1966-67 đã tạo nên sự thay đổi lớn trong lối chơi của đội bóng tại châu Âu. Ajax đánh bại Liverpool 7-3 chung cuộc và phong cách chơi chuyền bóng bền bỉ của Ajax, lấy cảm hứng từ Johan Cruijff đã thuyết phục Shankly tin rằng Liverpool sẽ thành công nếu sử dụng lối chơi này. Liverpool lọt vào vòng bán kết Cúp C3 mùa 1970-71 nhưng thua chung cuộc 1-0 trước Leeds United. Mặc dù để thua Arsenal trong trận chung kết Cúp FA năm 1971, nhưng họ vẫn có suất dự Cúp C2 mùa 1971-72 vì Arsenal đã có suất dự C1 nhờ vô địch giải quốc gia. Tại Cúp C2 mùa 1971-72, Liverpool bị loại ở vòng 2, thua 3-1 trước Bayern Munich của Đức.
Sự thay đổi chiến thuật bắt đầu phát huy hiệu quả vào mùa 1972-73 tại Cúp C3. Câu lạc bộ lần thứ hai vào trận chung kết tại châu Âu, nơi họ gặp đội bóng Borussia Mönchengladbach của Đức. Liverpool thắng trận lượt đi 3-0 với hai bàn của Kevin Keegan và một của Larry Lloyd. Chiến thắng này đồng nghĩa với việc họ chỉ cần không lọt lưới quá 2 bàn ở lượt về là sẽ vô địch. Điều này đã ảnh hưởng đến chiến thuật của họ, tờ The Times ghi nhận rằng Liverpool chỉ giữ sân mà không tấn công đối phương. Mönchengladbach chỉ ghi được 2 bàn và Liverpool thắng 3-2 chung cuộc sau hai lượt trận. Liverpool cũng vô địch Giải Hạng nhất, cho phép dự Cúp C1 mùa 1973-74, nhưng họ bị đội Sao Đỏ Beograd của Nam Tư loại ngay ở vòng 2. Sau mùa đó, Shankly về hưu.

### Thống trị châu Âu - những năm tháng Paisley (1974–83)
Shankly về hưu và trợ lý của ông, Bob Paisley lên thay trong năm 1974. Liverpool đấu Cúp C2 trong mùa giải đầu tiên ông dẫn dắt, họ có chiến thắng hủy diệt 11-0 trước đội Strømsgodset của Na Uy. Đây là chiến thắng đậm nhất trong lịch sử câu lạc bộ và cũng là của các giải châu Âu. Nhưng ở vòng sau đó, họ bị loại trước đội Ferencváros của Hungari vì luật bàn thắng sân khách. Mùa giải 1975-76, họ tham dự Cúp C3 sau khi kết thúc Giải Hạng nhất mùa trước với vị trí thứ 2. Loạt trận thắng trước các đội Hibernian (Scotland), Real Sociedad (Tây Ban Nha), Śląsk Wrocław (Ba Lan), Dynamo Dresden (Đông Đức) và FC Barcelona (Tây Ban Nha) đưa Liverpool lần thứ 3 vào chung kết cúp châu Âu. Đóng góp công lớn trong cuộc chinh phục này là thủ môn Ray Clemence, người đã bắt thành công 2 quả phạt đền quan trọng của hai đội Hibernian và Dresden, đồng nghĩa với hai lần cứu Liverpool khỏi bị loại vì luật bàn thắng sân khách. Trong trận chung kết lượt đi tại Anfield, dù bị thủng lưới trước 2 bàn nhưng Liverpool đã vực dậy và giành chiến thắng 3-2, với các bàn thắng của Ray Kennedy, Jimmy Case, và Keegan, được thực hiện chỉ trong khoảng thời gian 6 phút. Trận lượt về tại sân Jan Breydel Stadion ở Bruges kết thúc với tỉ số hòa 1-1, thắng 4-3 cung cuộc, Liverpool lần thứ hai đoạt C3.

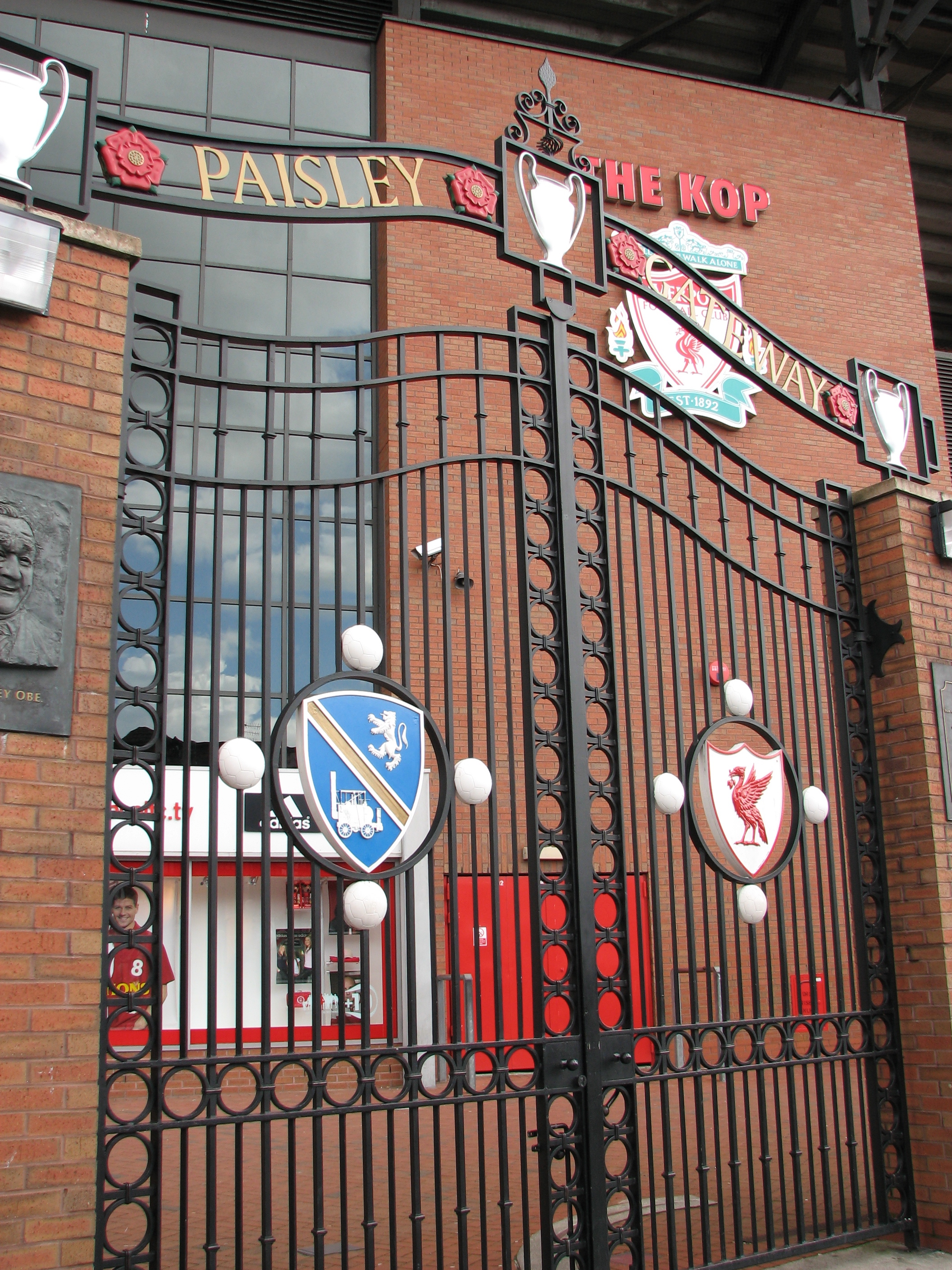
Cổng Paisley nhằm ghi công HLV Bob Paisley, người đã đưa đội bóng đến ba chức vô địch châu Âu.

Với tư cách nhà vô địch Hạng nhất mùa giải 1975-76, Liverpool tham dự Cúp C1 mùa giải 1976-77. Họ đánh bại Crusaders của Bắc Ireland và Trabzonspor của Thổ Nhĩ Kỳ để giành quyền vào vòng tứ kết, nơi họ đối mặt với đội bóng á quân của mùa trước là Saint-Étienne. Đội bóng Pháp thắng trận lượt đi với tỉ số 1-0. Trận lượt về tại Anfield, Liverpool có khởi đầu tốt đẹp khi Keegan ghi bàn thắng ở phút thứ 2, Saint-Étienne ghi một bàn nâng tỉ số tổng lên 2-1, một kết quả không có lợi cho họ. Dù sau đó Kenedy ghi thêm 1 bàn cho Liverpool, nhưng luật bàn thắng sân khách bắt buộc họ phải ghi thêm tối thiểu 1 bàn thắng nếu không muốn bị loại. Khi trận đấu chỉ còn 6 phút, David Fairclough vào sân thay cho John Toshack và sự thay đổi lập tức phát huy hiệu quả, anh ghi bàn thắng ấn tượng trước mặt các khán giả The Kop, ấn định tỉ số 3-2 chung cuộc cùng quyền đi tiếp cho Liverpool. Trong vòng bán kết, họ đánh bại FC Zürich của Thụy Sĩ với tỉ số tổng 6-1 để tiến vào trận chung kết, nơi họ gặp lại đối thủ cũ, từng đối đầu trong trận chung kết Cúp C3 mùa 1973 là Borussia Mönchengladbach. Trận chung kết được diễn ra tại Rome, chỉ 4 ngày sau khi họ thất bại trước Manchester United trong trận chung kết Cúp FA. Trước trận này, Paisley tuyên bố tiền đạo Toshack sẽ có mặt trong đội hình xuất phát, nhưng thực tế anh không ra sân, sự thay đổi này làm phá sản kế hoạch của Mönchengladbach và tiền đạo Keegan được dịp hành hạ hậu vệ Berti Vogts của đối phương. Kết quả, Liverpool thắng trận 3-1 và có được cúp vô địch châu Âu lần đầu tiên trong lịch sử.
Với chức vô địch C1, họ tham dự Siêu cúp châu Âu và đối thủ của họ sẽ là Hamburg - đội bóng vừa ký hợp đồng với cầu thủ cũ Keegan, Liverpool đoạt cúp với chiến thắng 7-1 chung cuộc. Tham dự Cúp C1 mùa 1977-78 với tư cách nhà vô địch, Liverpool đánh bại Dynamo Dresden và đội bóng Benfica của Bồ Đào Nha trong vòng 2 và bán kết để gặp lại Borussia Mönchengladbach. Đội bóng Đức đánh bại Liverpool trong trận lượt đi với tỉ số 2-1 nhưng lại thất bại 3-0 trong trận lượt về, để mất tấm vé chơi trận chung kết vào tay Liverpool. Tiến vào trận chung kết lần thứ hai liên tiếp, Liverpool gặp Club Brugge tại sân Wembley ở London, trong trận này, Kenny Dalglish, người vừa ký hợp đồng để thế chỗ tiền đạo Keegan đã ghi bàn thắng duy nhất và cũng là quyết định từ đường chuyền của Graeme Souness. Liverpool trở thành câu lạc bộ Anh đầu tiên bảo vệ thành công ngôi vô địch châu Âu. Rồi lần thứ hai liên tiếp, họ tham dự Siêu cúp, nhưng thua 4-3 chung cuộc trước Anderlecht của Bỉ. Liverpool bị loại ngay ở vòng 1 Cúp C1 mùa 1978-79 bởi nhà vô địch nước Anh Nottingham Forest. Nottingham thắng 2-0 chung cuộc rồi lên chức vô địch sau đó. Liverpool tham dự Cúp C1 mùa 1979-80 với tư cách vô địch nước Anh nhưng cũng không thể tiến xa hơn vòng 1 bởi Dinamo Tblisi của Liên Xô đánh bại với tổng tỉ số 4-2.
Mùa giải tiếp đó 1980-81, Liverpool tham dự C1 tiếp tục với tư cách nhà vô địch Anh, họ đánh bại nhà vô địch Phần Lan là Oulun Palloseura, sau đó Aberdeen của Scotland và CSKA Sofia của Bulgaria trước khi vào tới bán kết, nơi họ đụng độ đội đã ba lần vô địch là Bayern Munich. Trận lượt đi taị Anfield kết thúc không bàn thắng, trong trận lượt về tại Sân vận động Olympic ở Munich, Roy Kenedy ghi bàn ở phút 83, và mặc dù để đội Đức gỡ hòa sau đó, Liverpool vẫn tiến vào trận chung kết nhờ luật bàn thắng sân khách; gặp đối thủ cuối cùng trong mùa giải này là Real Madrid của Tây Ban Nha. Trong cuộc chiến diễn ra trên sân Parc des Princes ở Paris, Alan Kenedy ghi bàn thắng duy nhất mang về chiến thắng cho Liverpool, đồng thời mang về chiếc cúp C1 thứ 3 trong lịch sử câu lạc bộ và cũng trong sự nghiệp của huấn luyện viên Bob Paisley. Là nhà vô địch châu Âu, Liverpool đại diện cho lục địa già tham dự giải Intercontinental Cup, họ gặp đội bóng vô địch Nam Mĩ là Flamengo của Brazil, Liverpool thua 3-0. Câu lạc bộ thất bại trong việc bảo vệ chức vô địch C1 vào mùa giải 1981-82, bị CSKA Sofia đánh bại trong loạt trận tứ kết. Kết quả bị loại ngay sau bán kết cũng đến với họ trong mùa 1982-83, khi bị đội bóng Ba Lan là Widzew Łódź đánh bại với tỉ số tổng 4-3. Paisley hưu sau mùa giải này và trợ lý của ông, Joe Fagan lên thay.

### "Kỷ nguyên" Jürgen Klopp
Ngày 9 tháng 10 năm 2015, trang chủ của Liverpool thông báo đội bóng đã bổ nhiệm chiến lược gia người Đức, Jürgen Klopp làm huấn luyện viên trưởng sau khi sa thải HLV Brendan Rodgers. Liverpool đã có những dấu hiệu khởi sắc dưới thời tân HLV người Đức. Họ có những chiến thắng hủy diệt trước Chelsea (3-1), Manchester City (4-1) ở EPL và Southampton (6-1) ở Cúp liên đoàn Anh trong mùa giải 2015-16.
Ngày 15 tháng 4 năm 2016, Liverpool tiếp đón Dortmund trong khuôn khổ lượt về tứ kết Europa League với lợi thế trận hòa 1-1 ở lượt đi. Trận đấu đầy cảm xúc làm gợi lại đêm Istanbul huyền diệu khi Liverpool đã lội ngược dòng thành công với tỉ số 4-3 sau khi bị dẫn trước 2-0 từ rất sớm, nhưng kể từ phút thứ 57, thời điểm Marco Reus nâng tỉ số lên thành 3-1 The Kop đã chơi một thứ bóng đá đầy cảm xúc, một trận đấu xứng đáng được ghi vào lịch sử CLB. Tại bán kết Liverpool gặp câu lạc bộ đến từ Tây Ban Nha, Villarreal. Tại trận lượt đi mặc dù thi đấu tốt nhưng The Kop phải đón nhận bàn thua ở những phút chót và đành chấp nhận thất bại 0-1. Tuy nhiên ở trận lượt về, Liverpool của Klopp đã thi đấu xuất sắc để lật ngược tình thế với chiến thắng cách biệt 3-0 để tiến vào trận chung kết trước khi để thua một câu lạc bộ khác của Tây Ban Nha là Sevilla với tỉ số 1-3. Dù thất bại ở 2 trận chung kết, nhưng Jürgen Klopp đã chiếm nhiều cảm tình từ phía người hâm mộ bằng một lối chơi kỷ luật và đầy máu lửa.
Mùa giải 2017-18, nhờ sự xuất sắc của bộ ba Salah - Firmino - Mané, Liverpool đứng thứ tư chung cuộc ở giải ngoại hạng. Còn ở đấu trường Champions League, đội bóng đã lần lượt vượt qua Porto, Man City và A.S. Roma để vào đến trận chung kết gặp đối thủ là Real Madrid. Tuy nhiên, The Kop lại để thua trong một trận chung kết cúp châu Âu trước một đại diện đến từ La Liga với tỉ số 1-3. Người ghi bàn thắng duy nhất cho Liverpool là Sadio Mané.
Đến mùa giải 2018-2019, Liverpool xuất sắc sau khi bỏ xa Manchester City tận 7 điểm để nắm chắc ngôi đầu nhưng sau đó là hàng loạt cú sẩy chân trong tháng 3 khiến họ rơi xuống vị trí thứ 2. Liverpool về nhì với 97 điểm, số điểm cao nhất trong lịch sử của đội bóng này nhưng vẫn ít hơn đội vô địch là Manchester City với 98 điểm. Tại Champions League, đội bóng lần lượt vượt qua Bayern Munich, Porto và Barcelona. Trận gặp Barcelona tại lượt về bán kết Champions League là một trong những trận đấu ngược dòng kinh điển của lịch sử Champions League. Sau khi để thua lượt đi tại Camp Nou với tỉ số (3-0). Đội bóng đã ngược dòng không tưởng tại trận lượt về tại Anfield với tỉ số (4-0), bởi cú đúp của Origi và Georginio Wijnaldum để vào đến trận chung kết gặp đối thủ cùng quốc gia là Tottenham. Ở trận chung kết diễn ra tại thành phố Madrid, với hai pha lập công của Salah (phút thứ 2) và Origi (phút thứ 87) đã giúp Liverpool đánh bại đối thủ, qua đó mang về danh hiệu đầu tiên dưới thời Jürgen Klopp và là danh hiệu thứ 6 cho đội bóng tại đấu trường này. Sau đó, đội còn giành được thêm 2 danh hiệu quốc tế là UEFA Super Cup trước câu lạc bộ cùng quốc gia Chelsea và FIFA Club World Cup trước đại diện đến từ Brazil Flamengo để kết thúc một năm 2019 đầy rực rỡ.